# Ford Mustang (1964)
La Ford Mustang I (nome in codice T5) è la prima generazione dell'omonima vettura, una pony car prodotta dalla casa automobilistica statunitense Ford dal 1964 al 1973.

## Storia e descrizione

### Sviluppo e debutto

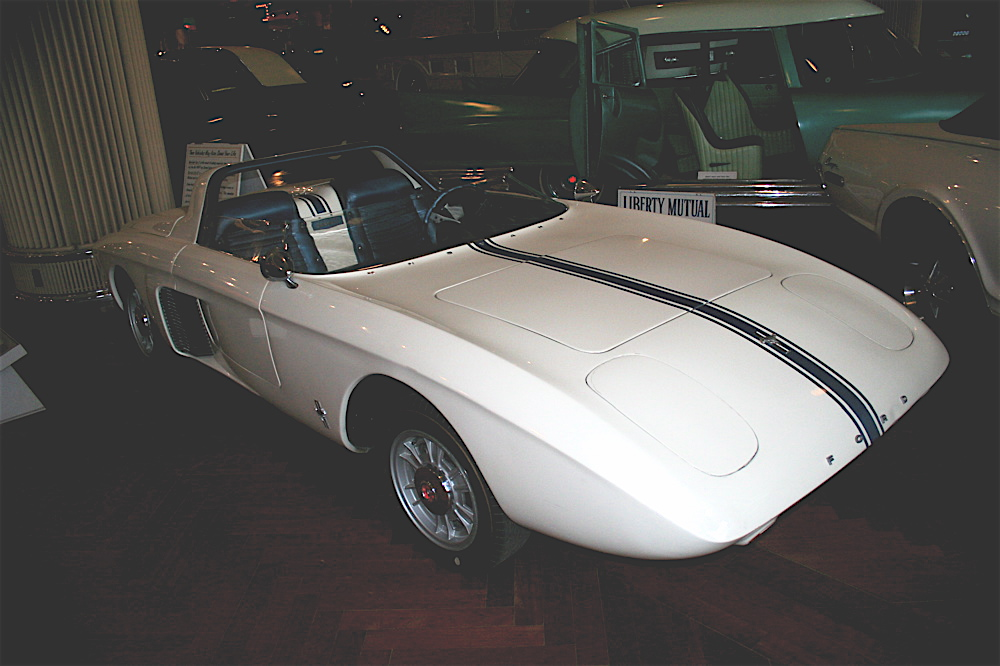
La Ford Mustang I concept

La presentazione della Mustang coincise perfettamente con la prima ondata della generazione dei cosiddetti Baby Boomers, cioè di quei giovani nati subito dopo la fine della seconda guerra mondiale. Questi giovani si affacciavano sul mondo del lavoro in un contesto di un'economia forte. A questa generazione nessun costruttore di automobili aveva pensato e pertanto non esistevano modelli di auto indirizzati specificatamente a loro. Fu Iacocca ad identificare questo settore del mercato e a proporre loro una vettura giovane e sofisticata.
La Ford però in quel periodo risentiva di una situazione economica difficile dovuta agli scarsi risultati, e seguente dismissione, della Edsel avvenuto alla fine del 1959. Quando Iacocca propose la sua nuova vettura si trovò di fronte una direzione, con al vertice Robert McNamara, poco propensa ad imbarcarsi in una nuova rischiosa avventura. Iacocca però perseverò ed ottenne il via libera per la produzione alla metà del 1962. Gli vennero concessi 18 mesi per progettare e realizzare la vettura che sarebbe divenuta la Mustang.
Alla fine il progetto venne portato a termine in un tempo inferiore e utilizzando un budget minore di quanto preventivato. La chiave di volta di questo successo fu data dalla decisione di utilizzare il maggior numero possibile di componenti meccaniche già prodotte dalla Ford. Per quanto riguardava il design della vettura ci si basò sul manuale interno spingendo al massimo la tecnologia produttiva dell'epoca. Fu utilizzata anche, all'epoca, la nuova tecnologia che permetteva di ottenere superfici vetrate curve con assenza di distorsioni.
Come detto la piattaforma di partenza era quella della Falcon. Il telaio però venne completamente rivisto per adeguarlo alle caratteristiche della nuova vettura. Fu aggiunto anche un innovativo sistema strutturale, detto Torque Box, che permetteva di incrementare la rigidità, la solidità e la maneggevolezza della vettura, rispetto a quelle dell'epoca, facilitandone nello stesso tempo la produzione. In pratica questa componente diventava un singolo pezzo da realizzare.
Anche il lancio pubblicitario della Mustang fu un grande successo. La vettura venne presentata al New York Fair il 17 aprile del 1964. Due giorni dopo, 19 aprile, venne presentata in contemporanea sulle tre televisioni americane. La risposta del pubblico fu enorme ed immediata e si verificò un quasi terremoto in tutte le concessionarie Ford del paese, tanto che nel solo primo giorno di vendita furono raccolti ordini per 22.000 esemplari.
Anche se oggi la Mustang è riconosciuta come un modello legato alla sportività e in generale all'universo maschile, inizialmente l'auto fu pensata e orientata per il genere femminile, tanto che la prima campagna pubblicitaria dell'auto nacque su riviste rivolte alle donne.
L'idea iniziale che portò alla realizzazione della Mustang si deve a Donald N. Frey e a Lee Iacocca, allora general manager della Ford. Il primissimo concept della vettura, denominata Ford Mustang I, fu realizzato in appena 100 giorni e debuttò il 7 ottobre 1962, durante il GP degli Stati Uniti a Watkins Glen (New York). Profondamente diverso dal modello che nacque in seguito, era una spider a due posti con motore centrale, lunga appena 3919 millimetri e larga 1549 mm. Infatti, nelle prime intenzioni di Iacocca, l'auto doveva fare concorrenza alla Chevrolet Corvair Monza. Il motore utilizzato fu il 1498cc V4 della Ford Taunus, in versione da 109 CV. Per "saggiare" la risposta dei potenziali acquirenti, i vertici Ford promossero dei tour dimostrativi nei college, ricercando una clientela giovane; tuttavia, la risposta del pubblico fu poco entusiasta, così l'auto rimase allo stadio di concept car, e il progetto dovette ricominciare da capo, arrivando poi all'auto che si conosce oggi. Il design dell'auto venne affidato a David Ash e a Joseph Oros, dello studio di design della Lincoln – Mercury, marchi di proprietà della Ford, che risultarono vincitori di una gara interna voluta da Iacocca.
La versione base doveva essere costituita da una vettura hardtop sulla quale sarebbe stato montato un motore a sei cilindri in linea. La cilindrata di questa unità motrice era di 2,8 L (170in3) mentre la potenza sviluppata raggiungeva i 105 hp (78 kW). La trasmissione doveva essere affidata ad un cambio manuale a tre marce. Il prezzo di vendita della prima Mustang doveva essere di 2.368 dollari USA dell'epoca ma alla fine quest'ultimo crebbe di alcune centinaia di dollari.
Il design della Mustang ricevette molti riconoscimenti e premi. Il suo muso lungo, che ricordava la Lincoln Continental, il suo abitacolo corto e un tocco di stile internazionale che faceva pensare alle Ferrari le valsero nel 1964 il prestigioso premio quale Motor Trend Car of the Year e, prima vettura a riceverlo, il premio Eccellenza nel design proposto dalla Tiffany. Nello stesso anno la Mustang fu anche la pace-car alla 500 miglia di Indianapolis.

### Telaio, meccanica e motori
Nonostante il suo progetto fosse indirizzato a farla identificare come vettura sportiva nella realizzazione della Mustang si era ampiamente fatto ricorso a componenti di altre vetture della Ford. Così sospensioni e trasmissione provenivano dalla Ford Falcon e dalla media Ford Fairlane. La piattaforma utilizzata era quella della Falcon del 1964 con sezioni laterali scatolate e con cinque elementi di rinforzo saldati. Sebbene la lunghezza della Mustang e della Falcon fosse identica, 4,613 m, l'interasse della Mustang era più corto, 2,743 m. Anche la larghezza differiva di poco, la Mustang era di 86 mm più stretta della Falcon, mentre quasi identica rimase la carreggiata delle due vetture. La Mustang pesava a secco 1.170 kg per la versione che montava il sei cilindri in linea e 1.360 kg nella versione dotata di motore V8.

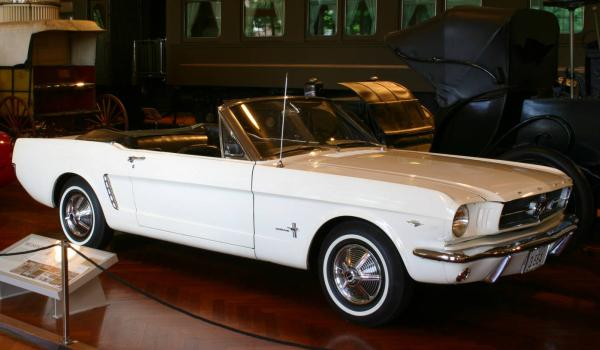
Una Ford Mustang decappottabile

Come per la Falcon e la Fairlane la Mustang adottava lo schema delle sospensioni indipendenti all'anteriore e lo SLA (Short-Long-Arm), con molle montate sul braccio superiore. Le sospensioni posteriori erano del tipo Hotchkiss con l'assale montato su molle. I freni erano quelli standard della Falcon: a tamburo da 229 mm di diametro per la versione sei cilindri e da 254 mm per la versione dotata di V8. Lo sterzo era caratterizzato da un rapporto di riduzione di 27:1 ed erano necessarie 5 rotazioni complete del volante per raggiungere il massimo angolo di sterzata. Poteva però essere montato, come optional, anche uno sterzo più diretto, con rapporto di 21,7:1, che migliorava le prestazioni in questo campo, anche se a prezzo di un maggiore sforzo fisico da parte del conducente.
Molto del fascino della Mustang derivava dalla lista degli optional disponibili che rendeva possibile realizzare quasi una vettura su misura per ogni cliente. Erano disponibili diverse tipologie di trasmissioni: quattro marce manuale e tre marce automatico Cruise-O-Matic. Come motori era possibile montare un sei cilindri in linea da 4,2 L (260in3) e da 164 Hp (122 kW) oppure un motore da 4,7 L (289in3) da 210 hp (157 kW). A partire dal giugno del 1964 divenne disponibile la versione K-Code da 271 hp (202 kW) del motore. Quest'ultimo faceva parte di un kit nel quale erano comprese molle delle sospensioni più dure, ammortizzatori più rigidi, barre anti-rollio anteriori, ruote più larghe e sterzo manuale. Questo kit ad alte prestazioni era l'optional più costoso della gamma Mustang e nel 1965 ne furono montati solo 7.273 su un totale di 680.992 Mustang vendute.

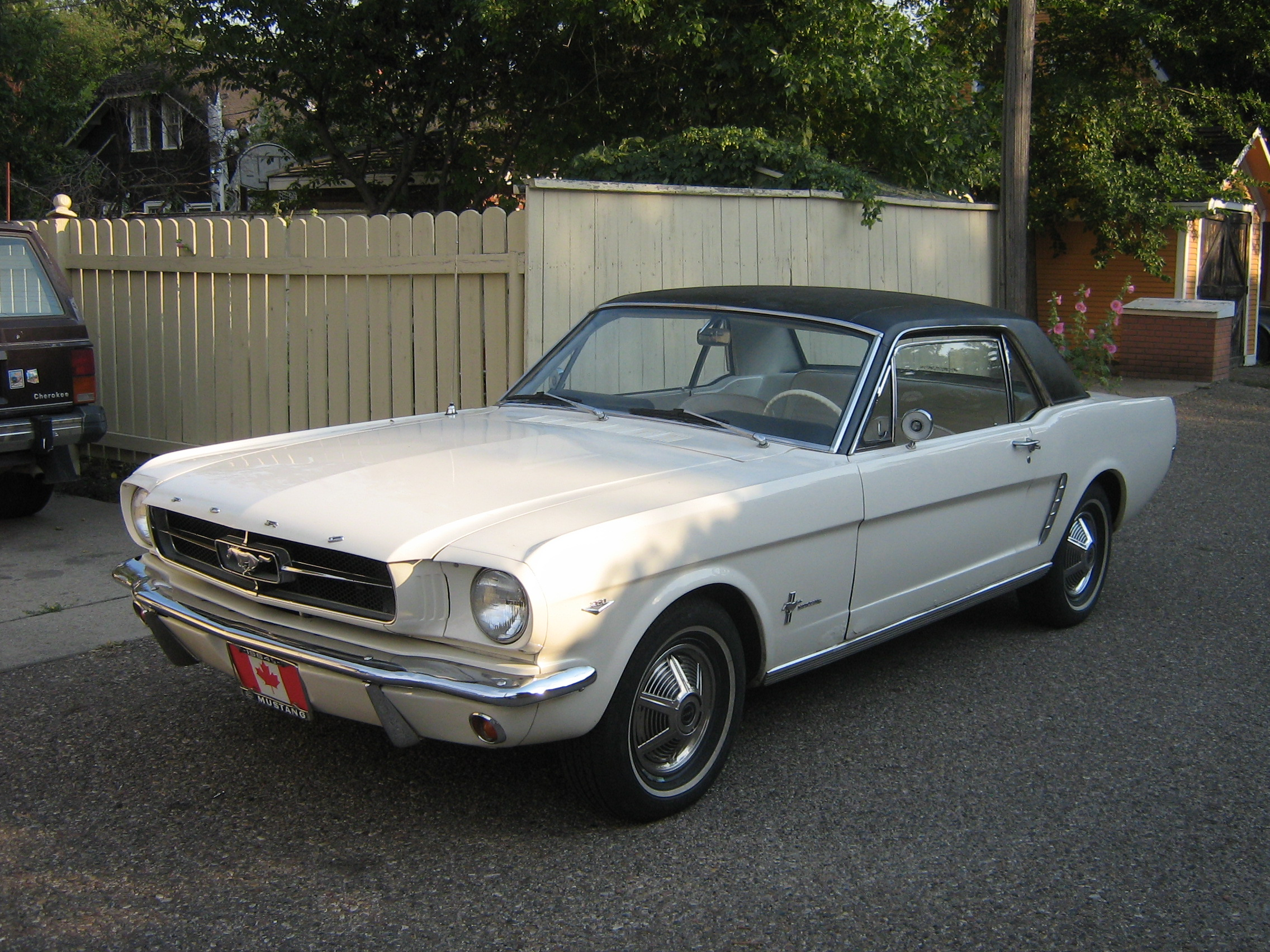
Mustang col tetto in vinile

Altri optional erano costituiti dal differenziale autobloccante, cerchi ruota e relative coperture di disegno più elaborato, freni più potenti, aria condizionata, consolle centrale, tetto in vinile, diversi impianti radio, sedili e diversi altri accessori. Verso la fine del 1965 divennero disponibili, sempre a richiesta, i freni a disco anteriori. Furono poi aggiunti dei pacchetti specificatamente rivolti agli interni, Interior Decor Group o Pony Interior. Naturalmente il prezzo di acquisto della vettura, basso inizialmente, saliva con queste personalizzazioni di diverse centinaia di dollari che rendevano la Mustang una delle vetture con il più alto margine di profitto per i concessionari e per la ditta stessa. Due erano le tipologie di carrozzeria disponibili: decappottabile e hardtop.

## Evoluzione

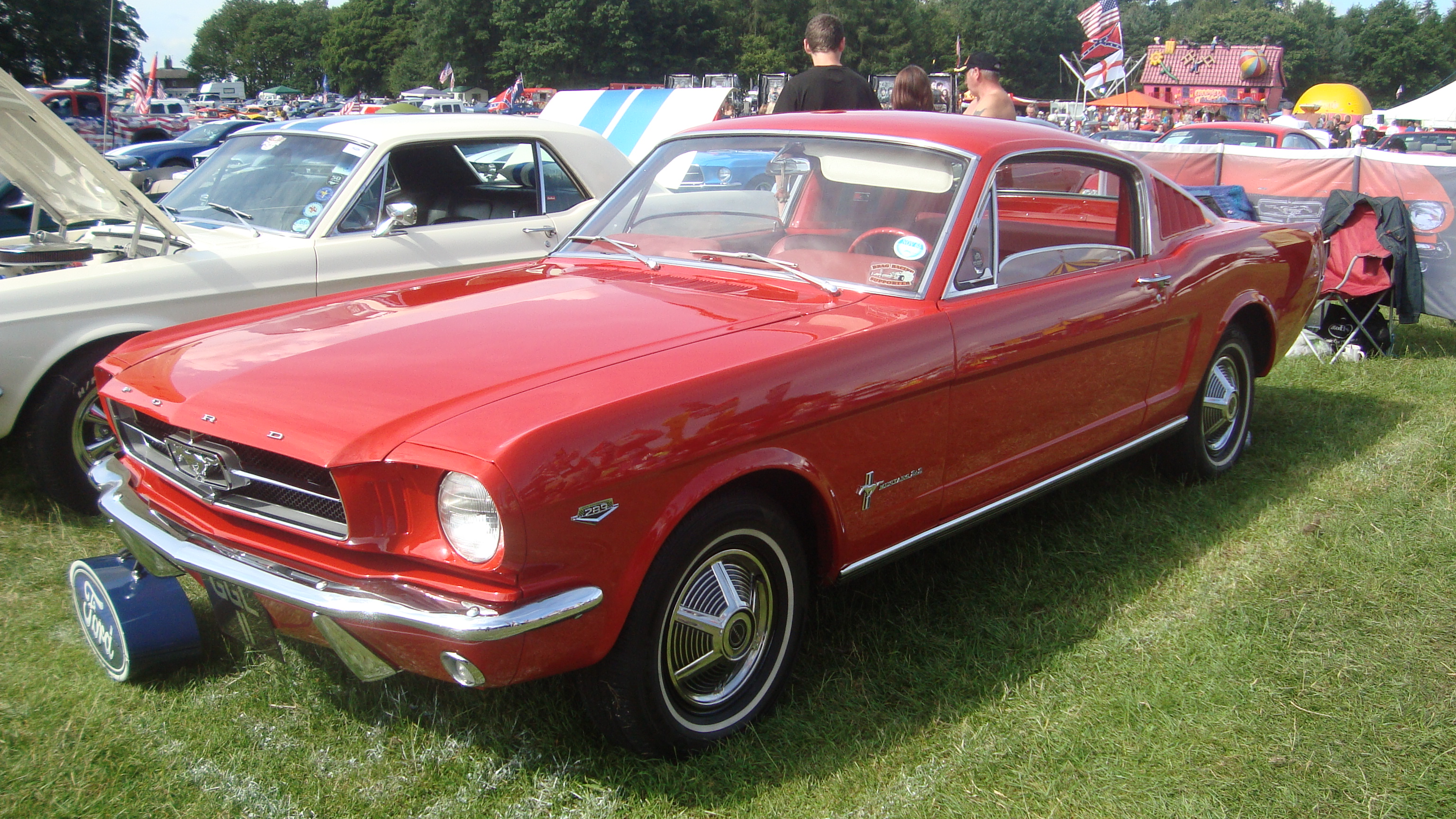
Una Ford Mustang Fastback

Fu con il model year 1965, cioè dopo soli cinque mesi dalla presentazione del modello, che vennero introdotti i primi importanti cambiamenti. per prima cosa venne rivista la gamma dei motori disponibili. Venne tolto il 2,8 L (170in3) che fu sostituito da un 3,3 L (200in3) che forniva 120 hp (89 kW) a 4.400 giri al minuto.
Con l'introduzione del modello 1965 venne eliminato anche la versione che montava il 4,2 L che fu rimpiazzata da due nuovi modelli dotati del 4,7 L (289in3) V8. La prima, di ingresso alla gamma, con carburatore doppio corpo e 200 hp (149 kW) di potenza. La gamma continuava con un modello dotato di carburatore a quattro corpi che forniva 225 hp (168 kW) per concludersi con il modello ad alte prestazioni, o HiPo, che invece era rimasto invariato. Altra importante variante fu l'introduzione della carrozzeria fastback, cioè due porte più portellone posteriore.

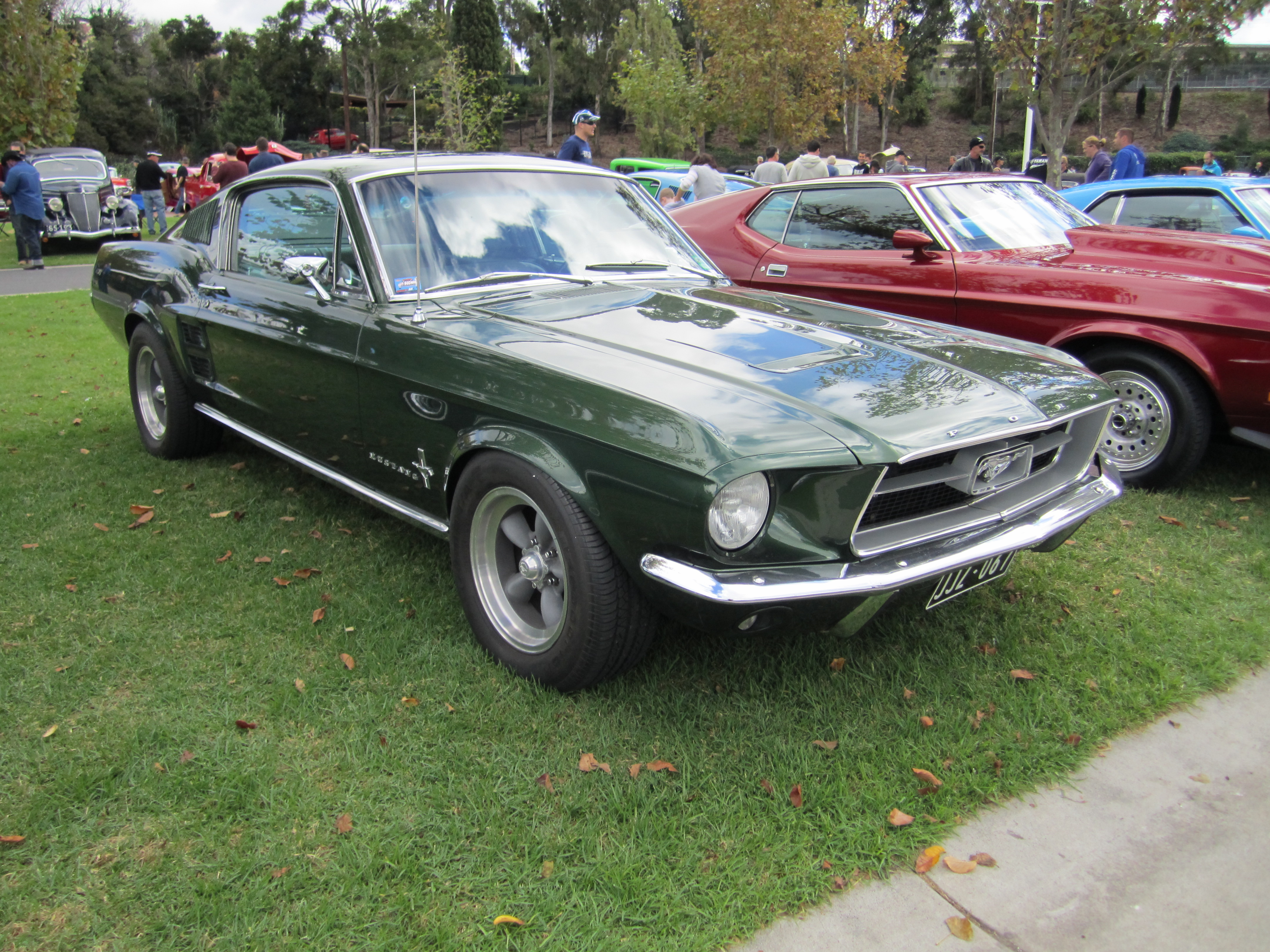
La Ford Mustang Fastback MY 1967

Con questo modello ci fu anche il passaggio, avvenuto su tutta la produzione Ford, dai generatori a corrente continua (DC) Dinamo a quelli a corrente alternata (AC) Alternatore e venne introdotto anche il nuovo pacchetto optional GT, o ad alte prestazioni, nel quale erano compresi sia il precedente pacchetto HiPo che altre componenti. Questo kit era disponibile con i motori da 200 e da 225 hp e con tutte le tipologie di carrozzeria dal cabrio, soft top, hard top e coupé.
Il modello 1966 della Mustang vide l'introduzione di modifiche minori negli allestimenti e di alcuni nuovi optional. Questi ultimi erano rappresentati dalla trasmissione automatica anche per le versioni più potenti, nuovi colori per gli interni e per la carrozzeria, un sistema audio Stereosonic ad otto tracce e con ricezione in AM oltre ad una delle prime radio AM/FM disponibili su una vettura.

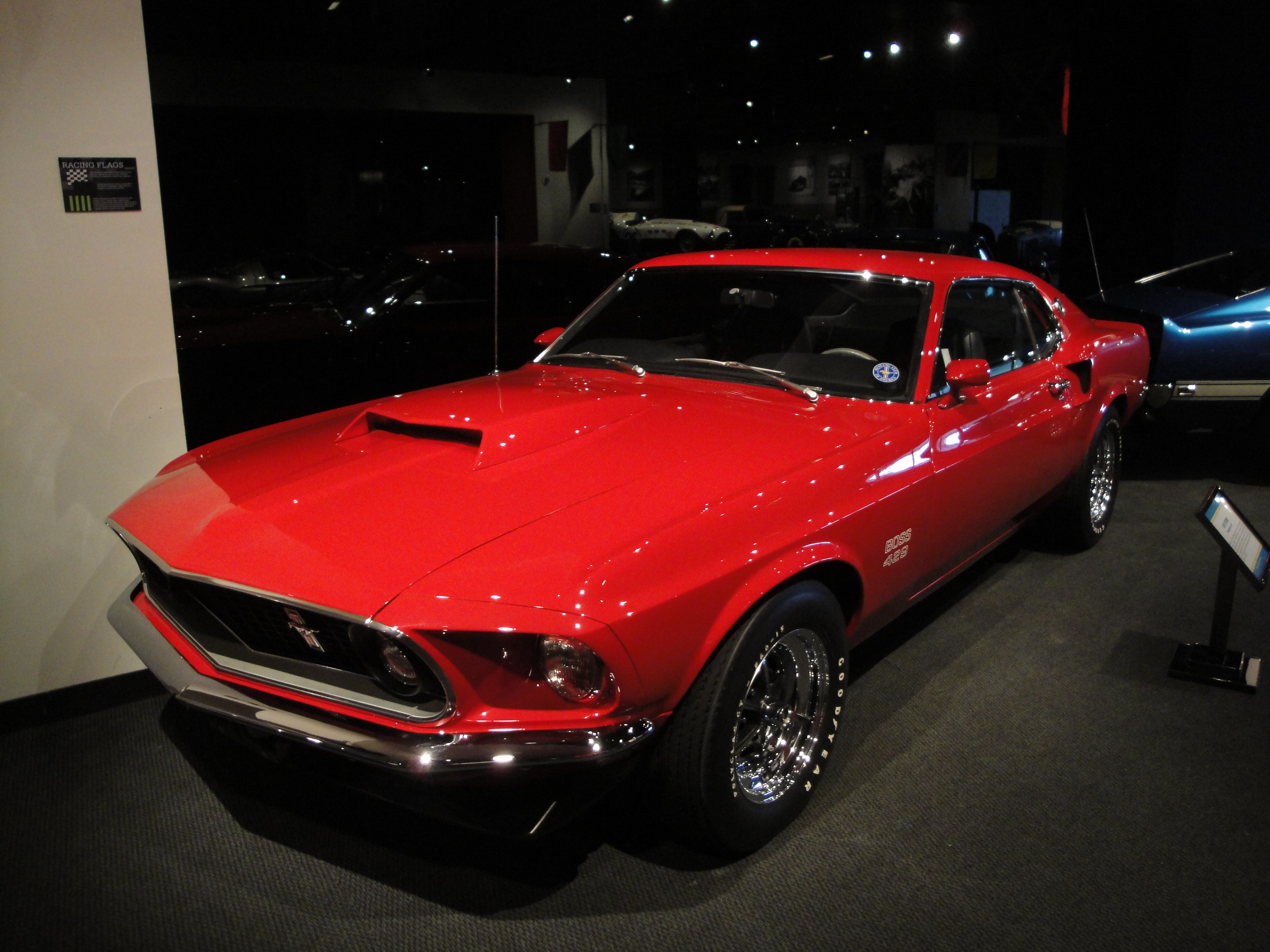
Una Ford Mustang Boss 429

Il modello 1967 fu il primo a subire delle riprogettazioni importanti e che vide l'ingresso nella gamma del motore Big block V8. Il modello che funse da base per l'introduzione di questo motore fu quello dotato del 4.7 L. Su questa vettura venne montato il motore a V da 6,4 L (391in3) che forniva 320 hp (239 kW), già montato sulla Ford Thunderbird.

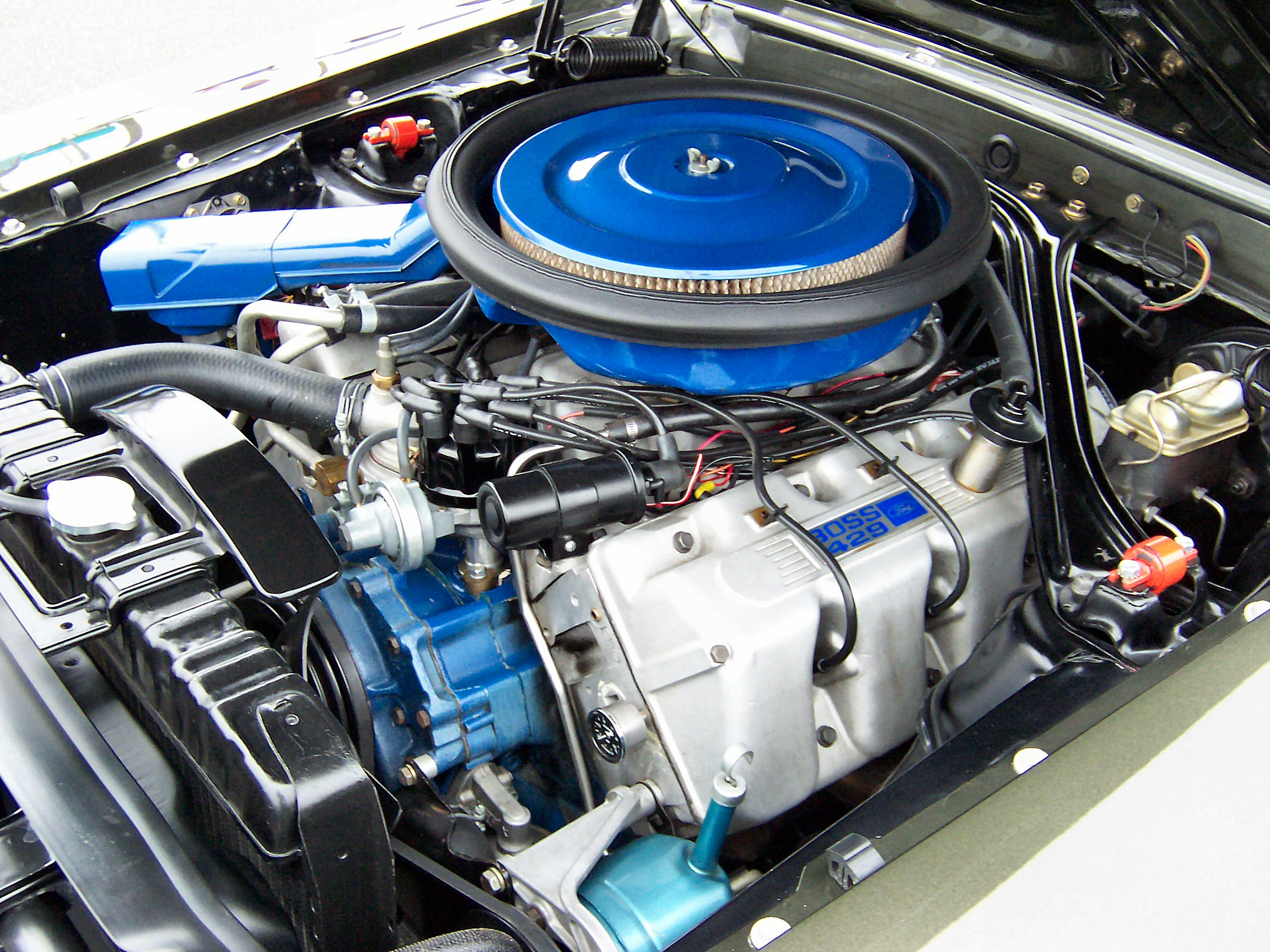
Il motore Boss 429

Con il model year 1968 venne introdotto il motore Supercobra da 6,5 L. Venne usata una versione limitata a 335 hp (250 kW) e non quella originale da 410 hp (305 kW). L'anno successivo venne introdotta la muscle car Boss 429, una vettura costruita a mano e creata per ottenere l'omologazione NASCAR. Questa vettura fu disponibile solo nel biennio 1969 – 1970. La carrozzeria era simile alla fastback ed era stata denominata dalla Ford Sport Roof. Gli interni, lussuosi, erano denominati Mach 1. Per i colori la Ford si mantenne su schemi sobri, rispetto a quelli sgargianti dell'epoca. Altre caratteristiche che permettevano di riconoscere questa vettura erano le decalcomanie Boss 429 poste su entrambi i parafanghi anteriori, le ruote Magnum 500 da 15 pollici (380 mm) di diametro con gomme Goodyear Polyglass e la presa d'aria realizzata sul cofano.

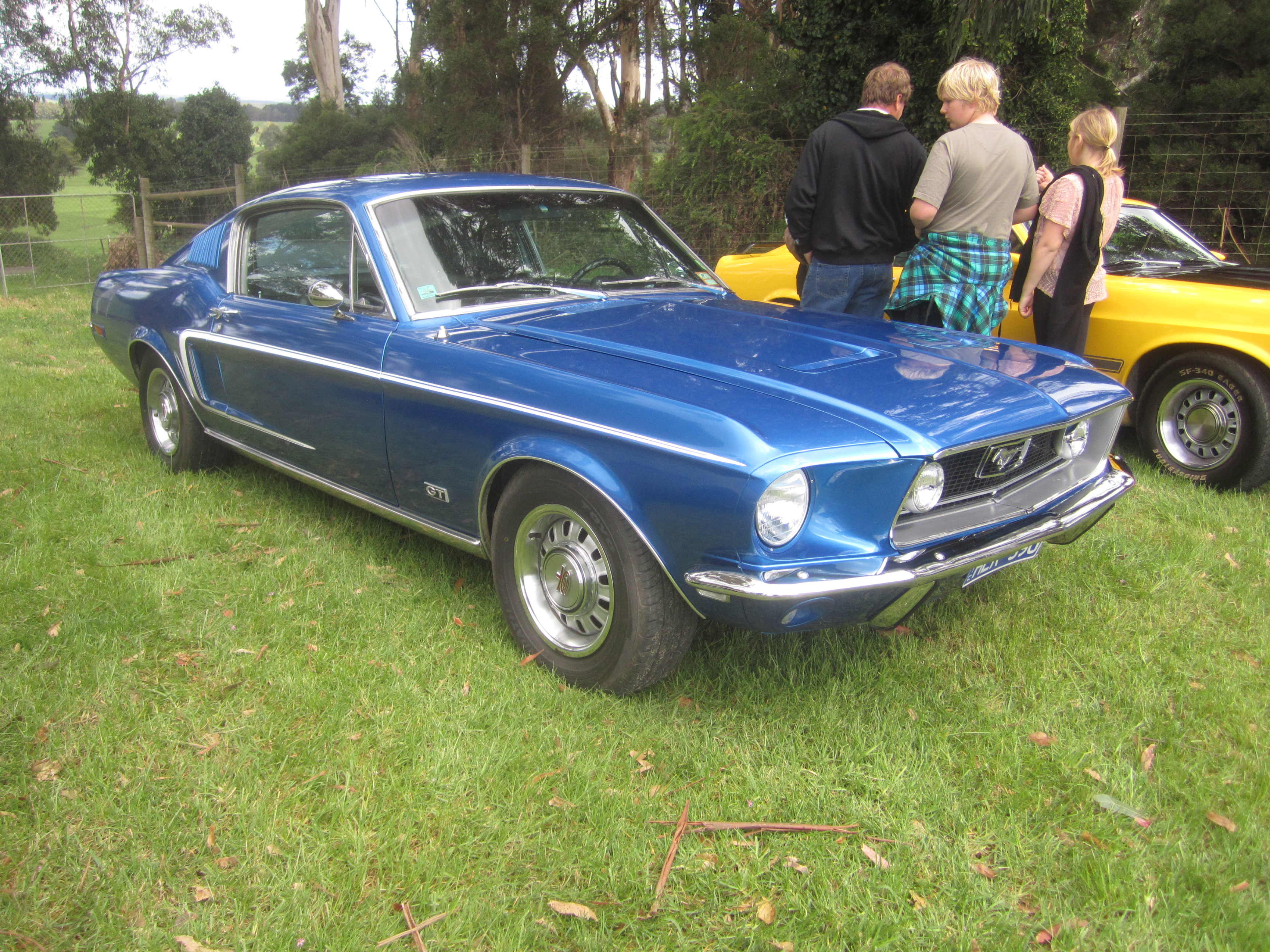
La Ford Mustang Fastback MY 1968

Per ottenere maggiori benefici nelle competizioni, e con le tariffe assicurative, la potenza del motore era stata limitata a 375 hp (280 kW). Però era possibile ottenere con poche modifiche effettuate direttamente in fabbrica (montaggio della testata in alluminio con camera di combustione emisferica e sostituzione della guarnizione della testata con un mix di O-ring e altre guarnizioni – sostituzione impianto di scarico e rimozione del limitatore all'aspirazione) un incremento di 75/100 hp (56/74 kW). Se la vettura veniva portata a questo livello di prestazioni non erano più disponibili l'aria condizionata e la trasmissione automatica.

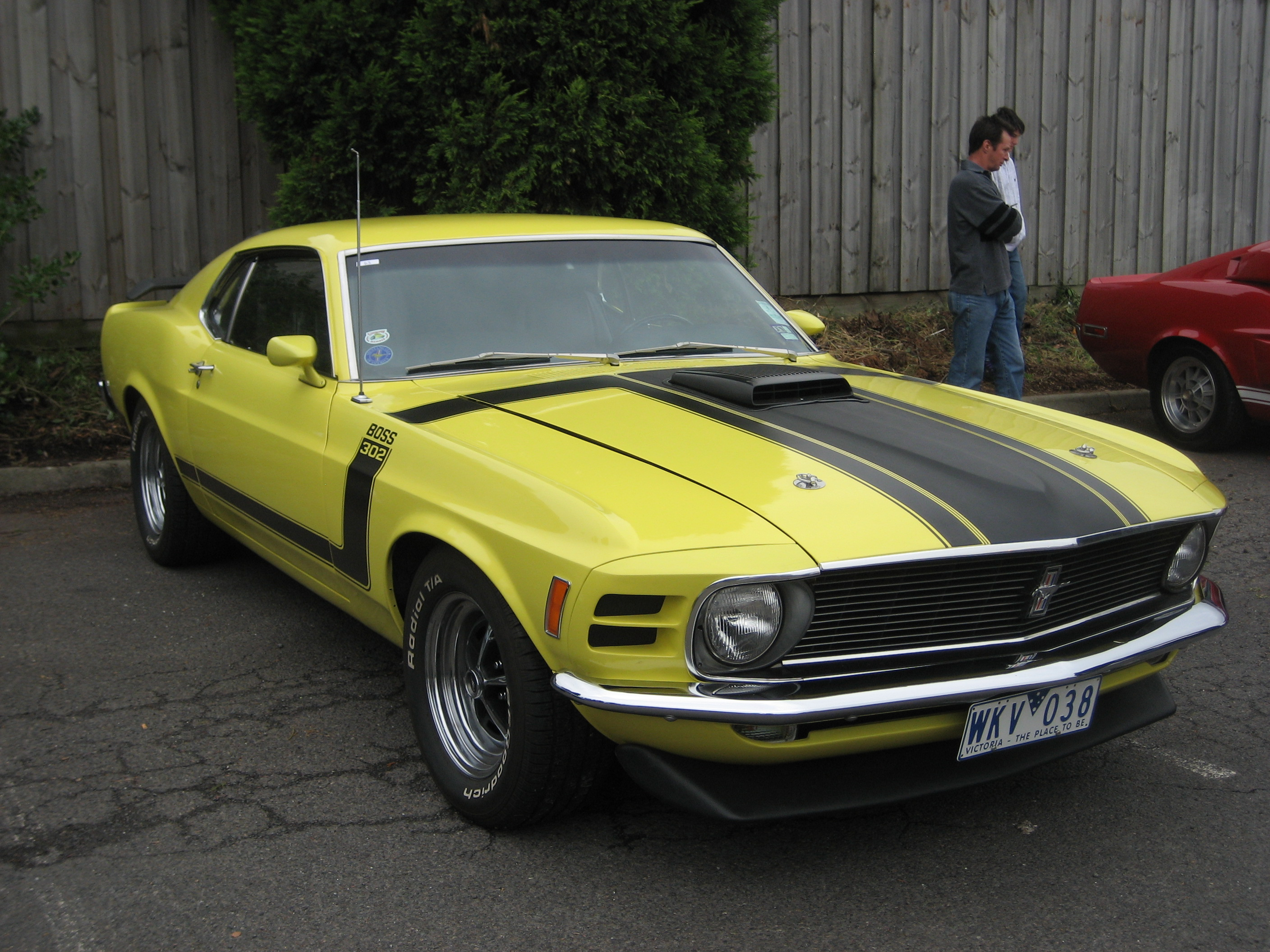
Mustang Boss 302 del 1970

Nello stesso periodo per ottenere le omologazioni nella Trans-Am fu creata la Boss 302 nella quale la Ford cercò di unire la potenza di una muscle car con la maneggevolezza di una vettura sport. Su questa vettura era montato il 4,8 L V8 del 1968. Su questo motore furono montate le testate del futuro 5,8 L (351in3) che verrà presentato nel 1970 con la denominazione di Cleveland. La potenza erogata dal motore era di 290 hp (216 kW) mentre la trasmissione era del tipo manuale a quattro marce. Originariamente la vettura doveva essere denominata Trans-Am ma la Ford fu battuta dalla Pontiac che applicò la stessa denominazione ad una versione speciale della Firebird. L'aspetto estetico della vettura era stato curato da Larry Shinoda e la vettura venne soprannominata Baby Boss.

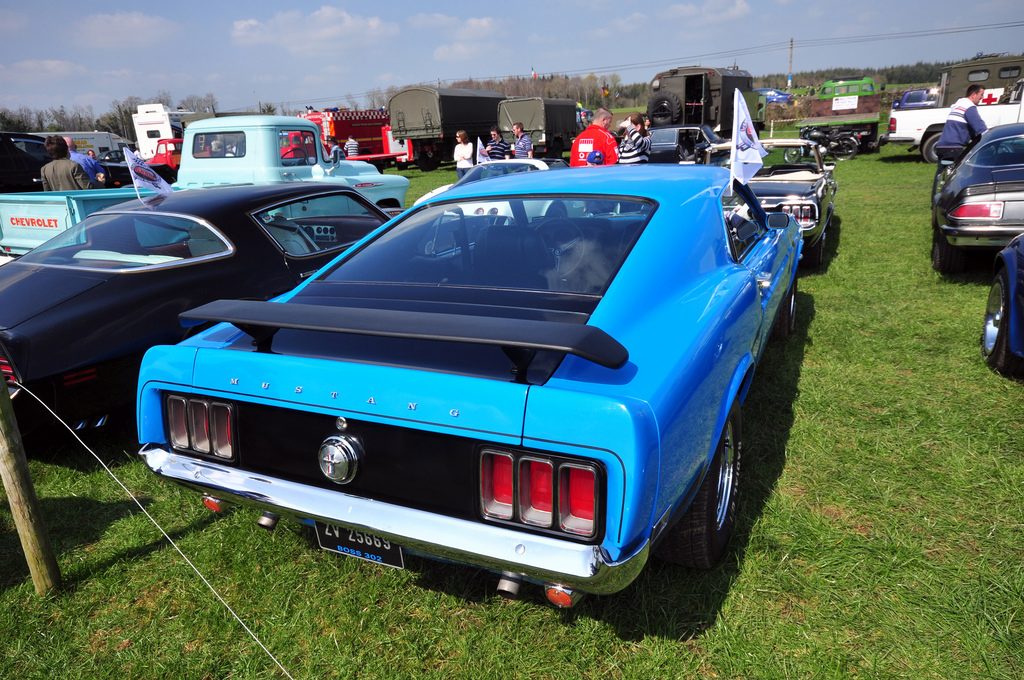
Vista posteriore di una Boss 302

Nei primi due anni di produzione furono vendute quasi 1.5 milioni di Mustang, stabilendo così il nuovo record delle vendite. Le vetture venivano prodotte negli stabilimenti di San Josè (California), Dearborn e Metuchen (New Jersey).
Le altre case automobilistiche si trovavano nella condizione di non poter reagire. La General Motors produceva la Corvair Monza, una vettura a motore posteriore che poteva competere con la Mustang ma le cui vendite rimasero sempre molto lontane da quelle realizzate dalla vettura Ford. Fu solo nel 1967, con la presentazione della Chevrolet Camaro e della Pontiac Firebird, che la GM poté contare su dei modelli comparabili alla Mustang. La AMC presentò, nel 1968, la sua Javelin e in seguito la AMX, una due posti capace di elevate prestazioni. La Chrysler aveva presentato qualche settimana prima della Mustang la sua Barracuda che però non ottenne lo stesso successo della sua concorrente, anche se in seguito divenne una delle più potenti Muscle-car disponibili.
In Germania, la prima serie di Mustang fu venduta con la sigla T5, poiché il nome Mustang era già stato registrato, e identificava sia un veicolo commerciale prodotto dalla Krupp, sia uno scooter prodotto dalla piccola casa motociclistica Kreidler; la Mustang-T5 venne acquistata prevalentemente dai militari americani stanziati nel paese.
Dopo la fusione tra la Lincoln e la Mercury, ambedue marchi del gruppo Ford, un'altra Mustang fece la sua apparizione: la Mercury Cougar. Questa vettura altro non era che un Mustang di fascia alta. Presentata nel 1967 ottenne nello stesso anno il premio quale Motor Trend Car.